# Авиакатастрофа в Йямиярви
Авиакатастрофа в Йямиярви — авиационное происшествие (авиационная катастрофа) с легкомоторным самолётом на западе Финляндии, произошедшее 20 апреля 2014 года. В результате катастрофы восемь человек погибли, ещё трое получили травмы. Причиной аварии стали как поломки в конструкции, так и нарушения в эксплуатации летательного аппарата.
Эта авиакатастрофа стала крупнейшей в Финляндии за несколько десятков предыдущих лет.

## Описание катастрофы
20 апреля 2014 года примерно в 15:30 по местному времени легкомоторный самолёт Comp Air 8, на борту которого находились пилот и 10 парашютистов, на высоте около 4 км из-за проблем с управлением вошёл в перевёрнутый штопор, упал боком на землю и сгорел в населённом пункте Йямиярви около местного аэродрома (в СМИ встречается также написание Ямиярви) в области Сатакунта на западе Финляндии.
Погибли 8 человек — две женщины и шестеро мужчин в возрасте от 23 до 43 лет. Три человека, в том числе пилот, выпрыгнув с парашютами из падающего самолёта, получили травмы, но остались живы.

## Расследование
Аэродром Йямиярви, рядом с которым упал самолёт, является одним из самых крупных парашютно-спортивных центров Финляндии. Все пассажиры самолёта была членами авиаклуба из Тампере. Турбовинтовой самолёт Comp Air 8 построен ими самостоятельно, при этом все лицензии, связанные с полётами, были действительны. Летательный аппарат получил лицензию на эксплуатацию в августе 2009 года. Последний раз самолёт проходил проверку в 2012 году. Этот самолёт, по заявлению Финской авиационной ассоциации, «был самым большим в стране воздушным судном, построенным любителями».
По предварительным данным наиболее вероятной причиной авиакатастрофы стали проблемы с управлением летательным аппаратом. Имелось предположение, что у самолёта в полёте произошло разрушение крыла, что могло быть вызвано перегрузкой либо недостатком конструкции.
Начальником расследования авиационного происшествия назначен был Исмо Аалтонен. По его словам, возникшие проблемы с управлением привели к тому, что самолёт вошёл в штопор и на большой скорости столкнулся с землёй. Аалтонен сообщил, что трое выживших смогли выпрыгнуть из самолёта через переднюю дверь, тогда как люк для прыжков был закрыт.
25 апреля было объявлено, что Центр расследования аварий завершил следственные действия на месте крушения и предварительное расследование; причина случившегося, однако, не была установлена. Пилот сообщил следствию, что у самолёта на высоте около 4 км возникли проблемы с продольной устойчивостью; самолёт вошёл в перевёрнутый штопор и примерно через одну минуту упал боком на землю. Во время падения крыло самолёта надломилось (но не отвалилось, как об этом сообщали ранее).
По информации Центра расследования аварий, одной из причин крушения самолёта с парашютистами стала поломка опорного раскоса правого крыла, которая произошла в результате ошибки в управлении самолётом. При этом, как показала техническая экспертиза, трещина в опоре крыла имелась ещё до крушения самолёта, однако заметить её при стандартном предполётном осмотре было нельзя.
В апреле 2015 года Центр расследования аварий опубликовал доклад о проведённом расследовании, согласно которому причиной аварии стали как поломки в конструкции, так и нарушения в эксплуатации летательного аппарата, при этом непосредственной причиной аварии стала поломка опорного раскоса правого крыла самолета.

## Память
В связи с произошедшей трагедией авиашоу Fly In (Jämi Fly-In), ежегодно проходящее летом в Йямиярви, планировалось отменить, однако позже всё же было принято решение о его проведении. В рамках шоу 19 июля 2014 года во время показательного полёта в память о погибших был совершён прыжок. Среди парашютистов были выжившие во время катастрофы, участники спасательных работ, близкие и друзья погибших, а также те, кто внёс большой клад в развитие парашютного спорта в Финляндии.